# Aiólové

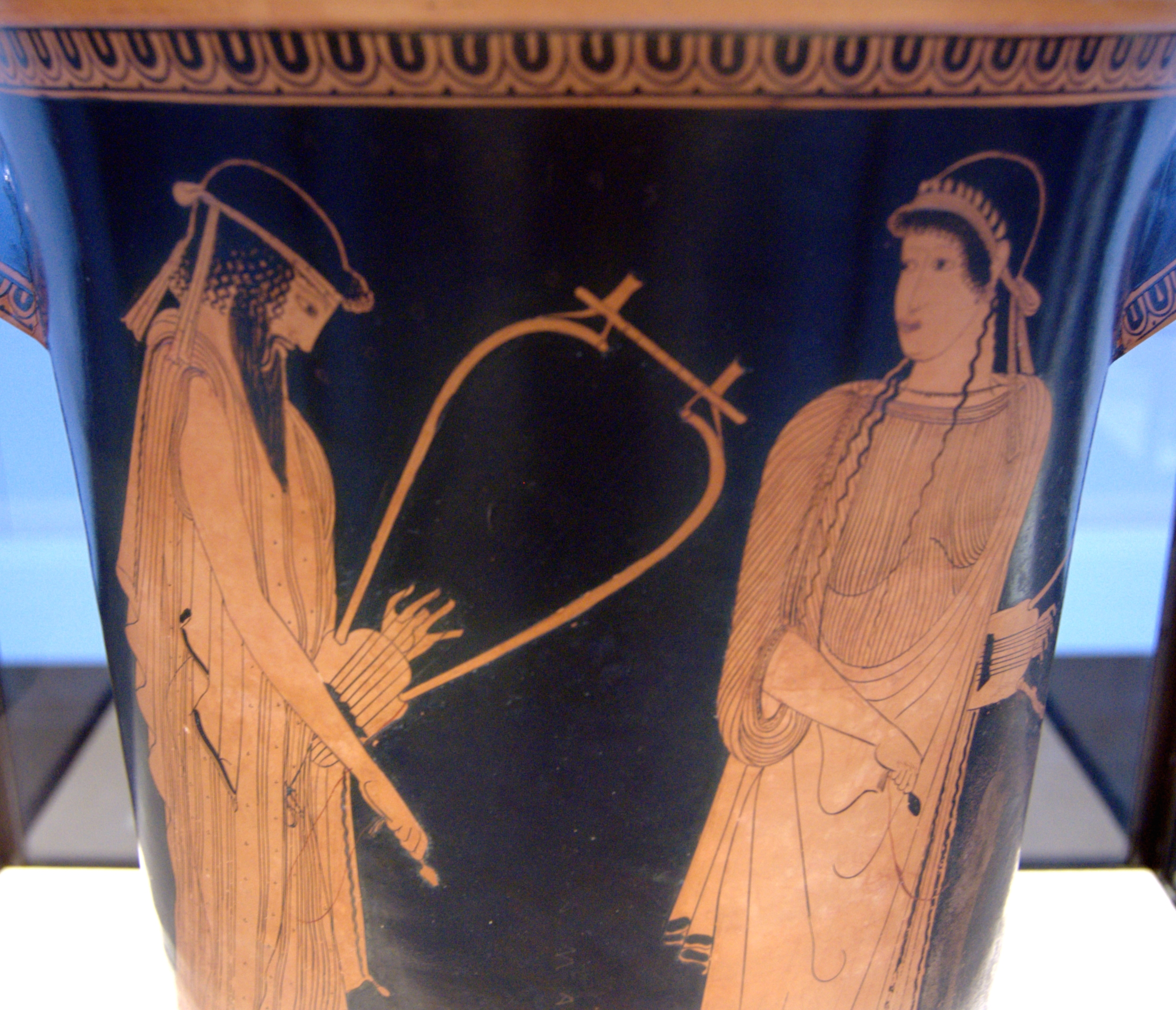
Váza z temných staletí

Aiólové byli jedním ze starověkých řeckých kmenů. Jejich jméno pochází prý od Aiola, syna praotce Řeků Helléna a nymfy Orseidy. Podle pověstí byl Aiolos prapředkem kmene Aiólů. Dalšími významnými starořeckými kmeny byly Achájové, Iónové a Dórové.
V době temných staletí na přelomu 2. a 1. tisíciletí př. n. l. obsazovali území, která byla opuštěna po kolapsu mykénské kultury. Usazovali se především v Aiólii na severozápadním pobřeží Malé Asie a na ostrově Lesbos. Řecký dialekt, kterým mluvili, se nazývá aiolština.